# Anthophora petersenii
Anthophora petersenii là một loài Hymenoptera trong họ Apidae. Loài này được Morawitz mô tả khoa học năm 1884.